# Ban Đối ngoại Trung ương Đảng Cộng sản Việt Nam

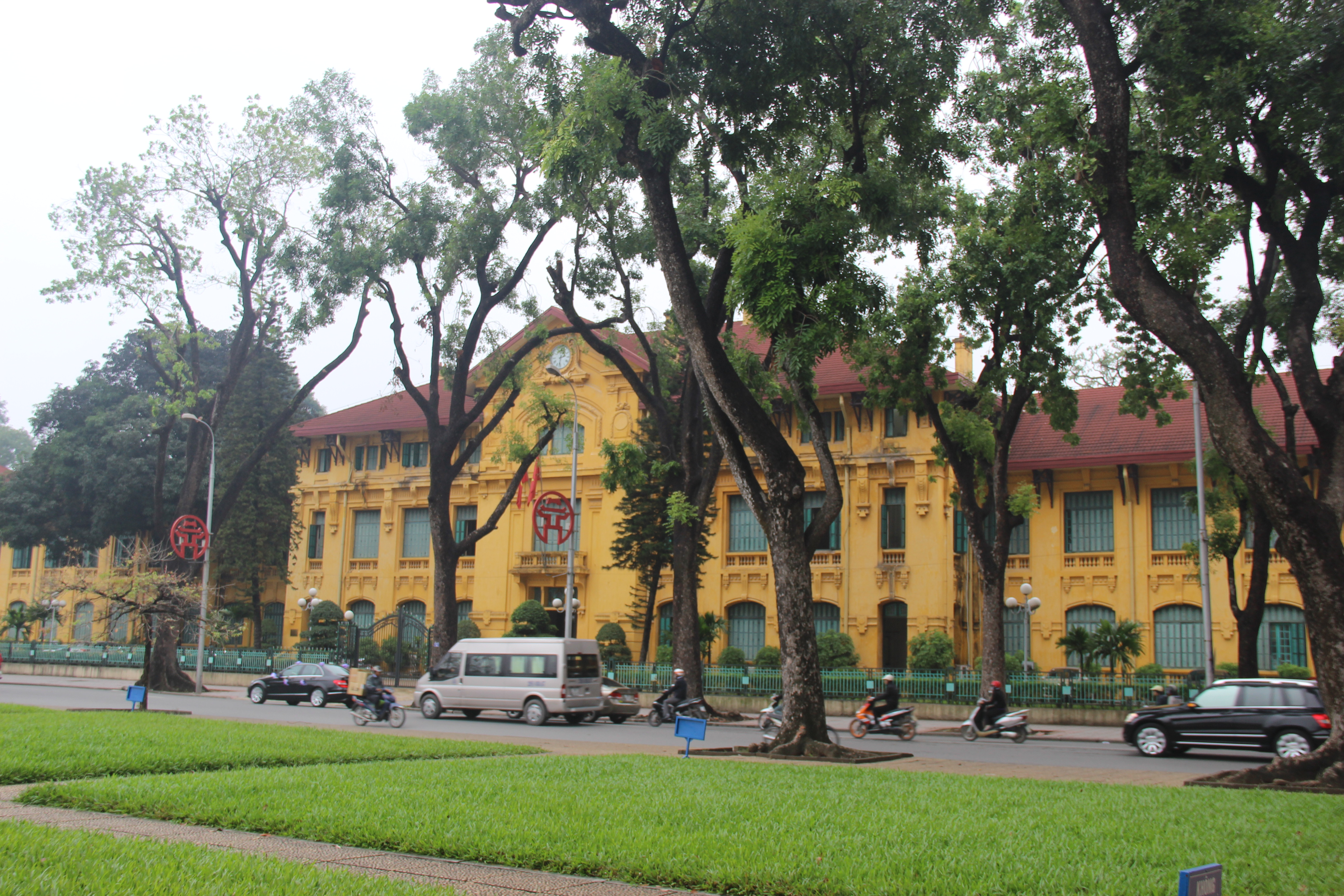
Trụ sở Ban Đối ngoại Trung ương Đảng

Ban Đối ngoại Trung ương là cơ quan tham mưu, giúp việc của Ban Chấp hành Trung ương Đảng Cộng sản Việt Nam, trực tiếp và thường xuyên là Bộ Chính trị, Ban Bí thư trong lĩnh vực đối ngoại; tổ chức thực hiện quan hệ đối ngoại của Đảng; giúp Bộ Chính trị, Ban Bí thư lãnh đạo, chỉ đạo công tác đối ngoại nhân dân và quản lý thống nhất các hoạt động đối ngoại trong hệ thống cơ quan đảng, đoàn thể, tổ chức nhân dân.
Từ ngày 3/2/2025, Ban chính thức dừng hoạt động.

## Nhiệm vụ và quyền hạn
1. Nghiên cứu, tham mưu
- Nghiên cứu, đánh giá, dự báo tình hình quốc tế, tình hình các chính đảng và phong trào nhân dân trên thế giới; tham mưu chủ trương, chính sách, đối sách của Đảng ta.
- Chuẩn bị hoặc tham gia chuẩn bị các văn kiện đại hội, các nghị quyết, chỉ thị, quyết định, kết luận của Ban Chấp hành Trung ương, Bộ Chính trị, Ban Bí thư về lĩnh vực đối ngoại. Chủ trì, phối hợp hoặc tham gia nghiên cứu cụ thể hoá đường lối đối ngoại của Đảng.
- Là một đầu mối hoặc phối hợp cùng các cơ quan thực hiện nhiệm vụ nghiên cứu, đánh giá dự báo về lĩnh vực đối ngoại trình Ban Chấp hành Trung ương, Bộ Chính trị, Ban Bí thư.
2. Thẩm định
Thẩm định hoặc tham gia thẩm định các đề án trình Bộ Chính trị, Ban Bí thư về đối ngoại.
3. Tổ chức thực hiện quan hệ đối ngoại của Đảng
- Tổ chức các hoạt động đối ngoại của Bộ Chính trị, đồng chí Tổng Bí thư, đồng chí Thường trực Ban Bí thư và các đồng chí Ủy viên Bộ Chính trị, Bí thư Trung ương Đảng trên danh nghĩa là hoạt động đối ngoại của Trung ương Đảng.
- Tổ chức triển khai các mối quan hệ của Đảng ta với các chính đảng, tổ chức trên thế giới và hoạt động của Đảng ta tại các diễn đàn đa phương chính đảng.
4. Hướng dẫn, kiểm tra, giám sát
- Hướng dẫn, kiểm tra, giám sát việc thực hiện đường lối, chủ trương, chính sách, quy chế, quy định về công tác đối ngoại của Đảng đối với các tỉnh ủy, thành ủy, các ban đảng, ban cán sự đảng, đảng đoàn, đảng ủy trực thuộc Trung ương.
- Chủ trì việc chỉ đạo, hướng dẫn, theo dõi, kiểm tra, giám sát các hoạt động đối ngoại nhân dân; phối hợp với các cơ quan liên quan tổ chức, triển khai các hoạt động đối ngoại nhân dân quan trọng.
- Kiểm tra, giám sát, đôn đốc việc thực hiện các thoả thuận của Đảng ta với các đảng, tổ chức trên thế giới.
5. Quản lý thống nhất các hoạt động đối ngoại trong hệ thống đảng, đoàn thể, tổ chức nhân dân
- Xây dựng hoặc tham gia xây dựng chương trình, kế hoạch hoạt động đối ngoại hằng năm của lãnh đạo cấp cao của Đảng, Nhà nước.
- Tổng hợp, trình duyệt hoặc phê duyệt (khi được ủy quyền) và theo dõi, đôn đốc việc thực hiện kế hoạch hoạt động đối ngoại hằng năm của các cơ quan đảng, Mặt trận Tổ quốc, các đoàn thể và tổ chức nhân dân ở Trung ương; tổng hợp báo cáo công tác đối ngoại hằng năm của các cơ quan đảng, đoàn thể, tổ chức nhân dân ở Trung ương và các tỉnh ủy, thành ủy, đảng ủy trực thuộc Trung ương.
- Phối hợp với Văn phòng Trung ương Đảng xây dựng và quản lý ngân sách hoạt động đối ngoại của Đảng.
6. Tham gia xây dựng Đảng, công tác tổ chức, cán bộ
- Tham gia công tác xây dựng Đảng theo quy định của Bộ Chính trị, Ban Bí thư.
- Phối hợp, tham gia ý kiến với Ban Tổ chức Trung ương và các cơ quan liên quan về công tác tổ chức, cán bộ của các cơ quan, tổ chức về đối ngoại, các cơ quan đại diện Việt Nam ở nước ngoài theo quy định.
7. Thực hiện một số nhiệm vụ do Bộ Chính trị, Ban Bí thư giao
- Phối hợp với Ban Tuyên giáo Trung ương, Ban Chỉ đạo công tác thông tin đối ngoại Trung ương chỉ đạo công tác thông tin, tuyên truyền đối ngoại.
- Phối hợp với các ban đảng, bộ, ngành, các đảng ủy trực thuộc Trung ương, các tỉnh ủy, thành ủy chỉ đạo các công tác khác có liên quan trực tiếp đến đối ngoại.
- Giúp Bộ Chính trị, Ban Bí thư theo dõi việc đi nước ngoài của cán bộ thuộc diện Bộ Chính trị, Ban Bí thư quản lý công tác trong các cơ quan đảng, đoàn thể (cả cán bộ đương chức và cán bộ đã nghỉ hưu) theo quy định.
- Thực hiện những công việc khác do Bộ Chính trị, Ban Bí thư giao.
8. Để thực hiện chức năng, nhiệm vụ, Ban Đối ngoại Trung ương được quyền:
- Nhận hoặc yêu cầu cung cấp báo cáo, thông tin về đối ngoại từ các cơ quan, tổ chức, đoàn thể, địa phương.
- Tham gia một số cơ chế liên ngành, các hội nghị sơ kết, tổng kết công tác của các cơ quan làm về đối ngoại và các hoạt động đối ngoại lớn theo phân công của cấp trên hoặc theo đề nghị của các cơ quan chủ trì.
- Trao đổi, phối hợp với các cơ quan để xử lý hoặc tham mưu xử lý các vấn đề phát sinh liên quan đến quan hệ đối ngoại của Đảng, Nhà nước theo đúng thẩm quyền và chức năng, nhiệm vụ.
- Cử cán bộ làm công tác đối ngoại đảng ở một số địa bàn do Ban Bí thư quy định.
Ngày 01/12/2024, Trưởng Ban Tổ chức Trung ương Lê Minh Hưng cho biết Ban Đối ngoại Trung ương sẽ được Trung ương nghiên cứu kết thúc hoạt động trong thời gian tới

## Cơ cấu tổ chức
(Theo Khoản 2, Điều 3, Quyết định số 36-QĐ/TW ngày 22 tháng 10 năm 2021 của Bộ Chính trị
- Vụ Trung Quốc - Đông Bắc Á
- Vụ Lào - Cam-pu-chia
- Vụ Đông Nam Á - Nam Á - Nam Thái Bình Dương
- Vụ Châu Âu
- Vụ Châu Mỹ
- Vụ Trung Đông - Châu Phi
- Vụ Nghiên cứu tổng hợp
- Vụ Đối ngoại nhân dân
- Vụ Thông tin, tư liệu
- Vụ Lễ tân
- Vụ Tổ chức - Cán bộ
- Văn phòng Ban